# 安全地帯VI〜月に濡れたふたり
『安全地帯VI〜月に濡れたふたり』（あんぜんちたいシックス〜つきにぬれたふたり）は、日本のロックバンドである安全地帯の6枚目のオリジナル・アルバム。
1988年4月10日にキティレコードからリリースされた。前作『安全地帯V』（1986年）よりおよそ1年4ヶ月ぶりにリリースされた作品であり、作詞は松井五郎、作曲は玉置浩二、プロデューサーは安全地帯および星勝、金子章平が担当している。レコーディングは前年秋から同年春に日本国内で行われ、打ち込みを多用したデジタルなアレンジが施された曲が多数収録されている。
本作からは先行シングルとして太陽誘電カセットテープ「That's」のコマーシャルソングとして使用された「じれったい」、テレビ朝日系報道番組『CNNデイウォッチ』（1984年 - 1993年）のエンディングテーマとして使用された「Juliet」、JT「MIASS」のコマーシャルソングとして使用された「月に濡れたふたり」がそれぞれシングルカットされた他、後に「That's」のコマーシャルソングとして使用された「I Love Youからはじめよう」がリカットされた。
本作はオリコンアルバムチャートにおいて最高位第1位を獲得した他、1988年度の年間ランキングでは第19位となった。

## 背景、録音
前作『安全地帯V』（1986年）リリース後、1987年2月から5月の香港公演まで同バンドは『安全地帯Vツアー』を敢行する。終了後安全地帯は一時休止期間となり、玉置はソロ作品の製作のためロサンゼルスおよびロンドンに滞在し、7月25日にはソロデビュー曲となる「All I Do」をリリース、8月10日には初のソロアルバム『All I Do』をリリースした。
本作のレコーディングは1987年10月から1988年3月まで、キティ伊豆スタジオおよびキーストーン・スタジオにて行われた。本作は『安全地帯IV』（1985年）にて初期における作風が完成し、『安全地帯V』において様々なアイデアを詰め込む形となった後の、次の方向性を模索している状態で製作されており、ゲストボーカルとして当時BARBEE BOYSに所属していた杏子を「悲しきコヨーテ」にて参加させる事となった。前作よりゲストミュージシャンを多く起用するようになった背景には、すでに名実ともに安全地帯がトップアーティストになっていた事や、過密なスケジュールに追われる中で、創作面で守りに入ることなく玉置のインスピレーションを実現するためであった。
またこの頃の安全地帯は一大プロジェクトとなっており、玉置の意向がストレートに反映されない状態となっていた。本作より打ち込みの要素が全面的に取り入れられるようになり、常時マニピュレーターがスタジオにいる状態となった事に関して玉置は不快感を感じていた。「じれったい」と「月に濡れたふたり」はリアレンジが施され、シングルとは異なるバージョンとなっている。また、「星空におちた涙」は歌詞カードに"Dedicated to Kyu Sakamoto"と記されており、坂本九の「見上げてごらん夜の星を」（1963年）のメロディーが引用されている。

## リリース、チャート成績
本作は1988年4月10日にキティレコードからLPレコード、カセットテープ、CDの3形態でリリースされた。本作からは1987年4月21日に太陽誘電カセットテープ「That's」のコマーシャルソングとして使用された「じれったい」、12月2日にテレビ朝日系報道番組『CNNデイウォッチ』（1984年 - 1993年）のエンディングテーマとして使用された「Juliet」、1988年3月10日にJT「MIASS」のコマーシャルソングとして使用された「月に濡れたふたり」がそれぞれシングルカットされた他、6月21日に「That's」のコマーシャルソングの他に玉置が主演のフジテレビ系ドラマ『並木通りの男』（1988年）および浅丘ルリ子が主演のTBS系テレビドラマ『アイラブユーからはじめよう×××』（1989年）の挿入歌としてとして使用された「I Love Youからはじめよう」がリカットされた。安全地帯のオリジナル・アルバムとしては最もシングル曲が多く収録されている作品となった他、「じれったい」と「月に濡れたふたり」はシングルとは異なるアルバム・バージョンでの収録となっている。
本作はオリコンアルバムチャートにおいて最高位第1位を獲得し、これにより3作連続での第1位獲得となった。LPレコードは最高位第1位の登場週数29回で売り上げ枚数は5.3万枚、CDおよびカセットテープも含めた総合では最高位第1位、登場週数は27回で売り上げ枚数は35.7万枚となった。その他、オリコンチャート1988年度年間第19位も獲得している。本作は2022年に実施されたねとらぼ調査隊による安全地帯のアルバム人気ランキングでは第5位となった。
その後1990年7月25日、1992年11月21日、2007年3月7日にはCDのみ再リリースされ、2010年3月3日には完全復活を記念してSHM-CDにて、2017年11月22日にはデビュー35周年を記念してLP盤を再現した紙ジャケット、SHM-CDにて再リリースされた。それ以外にも1996年10月2日にはCD-BOX『安全地帯 メモリアル・コレクション』に収録され、2010年6月23日にはCD-BOX『安全地帯BOX 1982-1993』に収録されて再リリースされた。

## プロモーション
本作に関するテレビ番組出演として、TBS系音楽番組『ザ・ベストテン』（1978年 - 1989年）では1987年5月7日放送分において「じれったい」が第6位で初登場し、5月28日放送分では最高位となる第3位を獲得、ベストテン入りは5週連続となった。5月21日放送分では香港でのコンサートがあったため、同番組において香港コロシアム会場前からの衛星中継も行われ、広東語に翻訳した歌詞が字幕として表示された。同年12月30日放送のフジテレビ系音楽番組『夜のヒットスタジオSUPER DELUXE』（1985年 - 1989年）には「碧い瞳のエリス」（1985年）以来で2年ぶりに出演し「Juliet」を演奏したほか、中森明菜の「飾りじゃないのよ涙は」（1984年）演奏時に井上陽水とバック演奏で共演している。1988年3月9日放送のフジテレビ系音楽番組『夜のヒットスタジオDELUXE』に出演し「月に濡れたふたり」を披露、3月11日および4月15日放送のテレビ朝日系音楽番組『ミュージックステーション』（1986年 - ）においても同曲を披露した。同年5月11日放送の『夜のヒットスタジオDELUXE』では「I Love Youからはじめよう」を演奏、6月17日放送のテレビ朝日系音楽番組『ミュージックステーション』（1986年 - ）においても同曲を披露した。

## ツアーと活動休止宣言

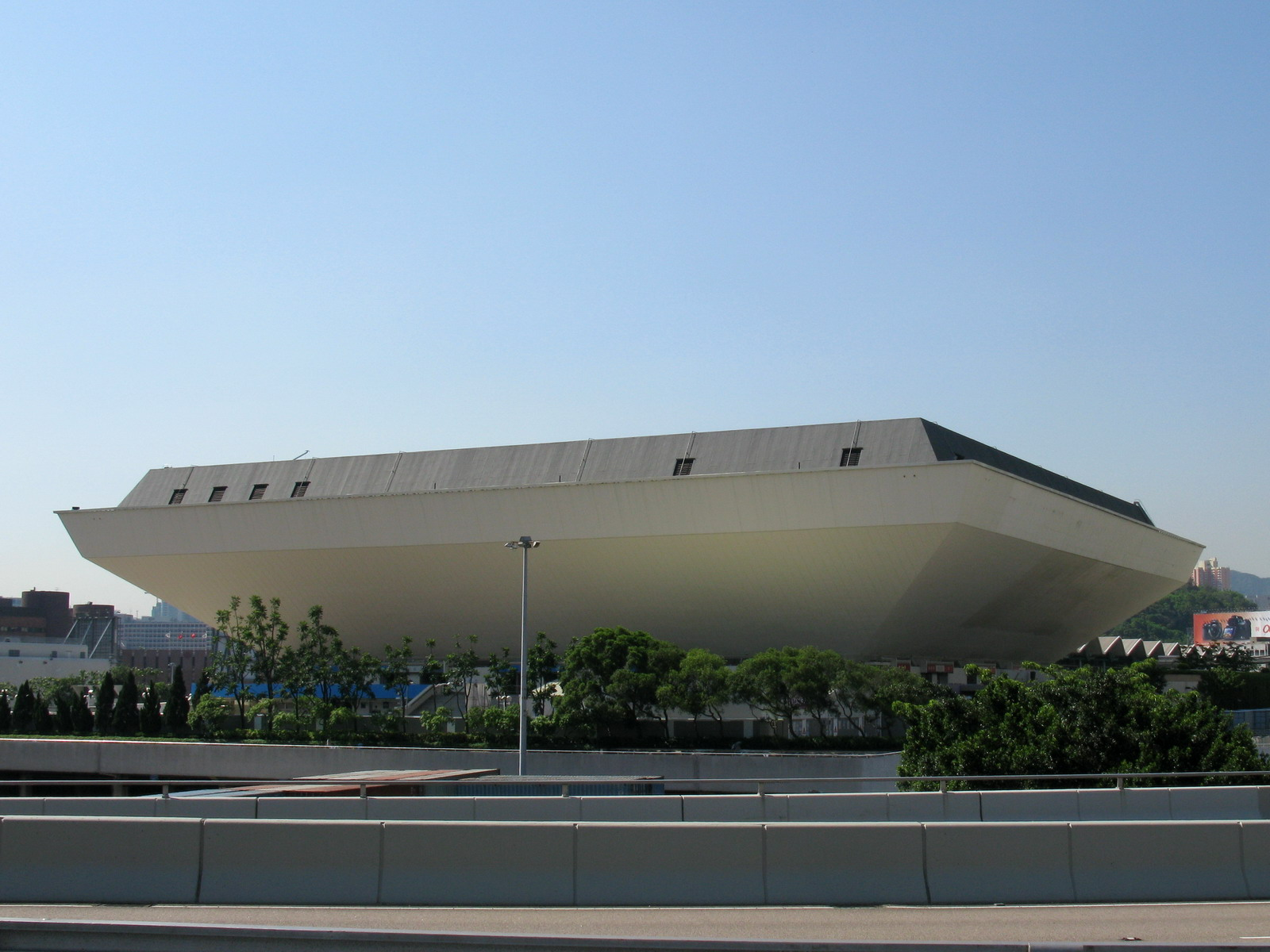
ツアー最終日の会場となった香港コロシアム

本作を受け、1988年4月より「MIASS CONCERT 安全地帯VI」と題したコンサートツアーを17都市全24公演にて敢行し、7月23日の香港コロシアム公演を最後にツアーは終了した。その後8月24日に『夜のヒットスタジオDELUXE』に出演した際、「より良い音楽をやりたいので、少しの間だけ時間を下さい」と安全地帯の活動休止を発表した。翌8月25日のシングル「微笑みに乾杯」リリースを最後に安全地帯は活動休止となった。
翌1989年7月1日にリリースされたライブ・ビデオ『安全地帯ドキュメント I LOVE YOUからはじめよう 日本武道館ライブ』では7月7日の日本武道館での模様を中心に収録されているが、楽屋で玉置がメンバーの田中裕二や六土開正を叱っている場面や、矢萩渉とBAnaNAが率直なやり取りを行う場面もドキュメンタリーとして収録されている。また、開演前のPA席に玉置が突如入り込み、前座と称して「All I Do」を歌い出し大混乱となる様子なども収められている。
当時の玉置は「もうコンサートをやるのはめんどくさい」、「音楽を辞めたい」等と発言しており、バンドとしての活動に疑問を抱いていた。また、本来のメンバーは5人である所をステージ上にはサポートミュージシャンを含めて15人いた事に不快感を覚えていた。

## 反響

### 批評
| 専門評論家によるレビュー | 専門評論家によるレビュー |
| レビュー・スコア         | レビュー・スコア         |
| 出典                     | 評価                     |
| ------------------------ | ------------------------ |
| CDジャーナル             | 肯定的                   |

音楽情報サイト『CDジャーナル』では、玉置のボーカルに切なさを感じる事を指摘した上で「もはや“迫力”ものの境地にきている」と絶賛した。また、玉置のボーカルに対しては大袈裟なアレンジにならざるを得ない事を指摘し、「テレることなく過激になっていく玉置の演技は危険な綱渡りに似た快感を呼ぶ」と絶賛した。

### カバー
本作の収録曲は以下の歌手によってカバーされている。シングルカットされた楽曲に関しては各項目を参照。
「Shade Mind」
- アレックス・トー（杜徳偉） - 広東語バージョン、「蛇蠍美人」のタイトルでアルバム『天生喜歡你 Because I love You』（1991年）に収録。

## 収録曲
- CD付属の歌詞カードに記載されたクレジットを参照[27]。

| #         | タイトル                     | 作詞      | 作曲      | 編曲                   | 時間  |
| --------- | ---------------------------- | --------- | --------- | ---------------------- | ----- |
| 1.        | 「I Love Youからはじめよう」 | 松井五郎  | 玉置浩二  | 安全地帯、星勝、BAnaNA | 4:26  |
| 2.        | 「悲しきコヨーテ」           | 松井五郎  | 玉置浩二  | 安全地帯、星勝、BAnaNA | 3:25  |
| 3.        | 「Juliet」                   | 松井五郎  | 玉置浩二  | 安全地帯、星勝、BAnaNA | 3:50  |
| 4.        | 「じれったい」               | 松井五郎  | 玉置浩二  | 安全地帯、星勝、BAnaNA | 4:14  |
| 5.        | 「星空におちた涙」           | 松井五郎  | 玉置浩二  | 安全地帯、星勝、BAnaNA | 4:01  |
| 合計時間: | 合計時間:                    | 合計時間: | 合計時間: | 合計時間:              | 19:56 |

| #         | タイトル              | 作詞      | 作曲      | 編曲                   | 時間  |
| --------- | --------------------- | --------- | --------- | ---------------------- | ----- |
| 6.        | 「夢のポケット」      | 松井五郎  | 玉置浩二  | 安全地帯、星勝、BAnaNA | 3:48  |
| 7.        | 「No Problem」        | 松井五郎  | 玉置浩二  | 安全地帯、星勝、BAnaNA | 2:33  |
| 8.        | 「Shade Mind」        | 松井五郎  | 玉置浩二  | 安全地帯、星勝、BAnaNA | 3:24  |
| 9.        | 「月に濡れたふたり」  | 松井五郎  | 玉置浩二  | 安全地帯、星勝、BAnaNA | 4:42  |
| 10.       | 「Too Late Too Late」 | 松井五郎  | 玉置浩二  | 安全地帯、星勝、BAnaNA | 4:07  |
| 合計時間: | 合計時間:             | 合計時間: | 合計時間: | 合計時間:              | 18:34 |

## スタッフ・クレジット
- CD付属の歌詞カードに記載されたクレジットを参照[27]。

### 安全地帯
- 玉置浩二 – ボーカル
- 矢萩渉 – ギター
- 武沢豊 – ギター
- 六土開正 – ベース
- 田中裕二 – ドラムス

### 参加ミュージシャン
- 川島裕二 – キーボード
- 杏子 – ボーカル（「悲しきコヨーテ」）
- AMAZONS – コーラス（「じれったい」、「Shade Mind」）

### 録音スタッフ
- 安全地帯 – プロデューサー
- 星勝 – プロデューサー
- 金子章平 – プロデューサー
- 近藤由紀夫 – ディレクター
- 諸鍜治辰也 (MIG) – レコーディング・エンジニア、ミックス・エンジニア
- 最上三樹夫 – MIDIシステム・オペレーター
- 田中是行 (MIX) – アシスタント・エンジニア
- "MIX" All Stars – 追加エンジニア
- 廣瀬修 – マスタリング・エンジニア

### 制作スタッフ
- 酒井祐司 – アーティスト・マネージメント
- 松山晋 – テクニカル・クルー
- 木村佳則 – テクニカル・クルー
- 武藤英徳 – テクニカル・クルー
- 小林紀子 – プロダクション・アシスタント
- 多賀英典 – エグゼクティブ・プロデューサー

### 美術スタッフ
- 安藤岳司 (ROBOT) – アート・ディレクター、デザイナー
- 徳江由里子 – デザイナー
- 翁長裕 – 写真撮影
- 酒井マサヒロ – ヘアー&メイク・アップ
- 堀越まゆみ – スタイリスト

## チャート
| チャート         | 最高順位 | 登場週数 | 売上数   | 規格       | 出典        |
| ---------------- | -------- | -------- | -------- | ---------- | ----------- |
| 日本（オリコン） | 1位      | 29回     | 5.3万枚  | LP         | [ 2 ]       |
| 日本（オリコン） | 1位      | 27回     | 35.7万枚 | LP, CT, CD | [ 3 ] [ 4 ] |

## リリース日一覧
| No. | 地域 | リリース日     | レーベル             | 規格         | カタログ番号 | 備考                                              | 出典          |
| --- | ---- | -------------- | -------------------- | ------------ | ------------ | ------------------------------------------------- | ------------- |
| 1   | 日本 | 1988年4月10日  | キティレコード       | LP           | 28MS0170     |                                                   | [ 3 ]         |
| 2   | 日本 | 1988年4月10日  | キティレコード       | CT           | 28CS0170     |                                                   | [ 3 ]         |
| 3   | 日本 | 1988年4月10日  | キティレコード       | CD           | H32K20090    |                                                   | [ 3 ]         |
| 4   | 香港 | 1988年         | ポリドール・レコード | LP           | 835 940-1    |                                                   |               |
| 5   | 香港 | 1988年         | ポリドール・レコード | CT           | 835 940-4    |                                                   |               |
| 6   | 日本 | 1990年7月25日  | キティレコード       | CD           | KTCR-1042    |                                                   | [ 28 ]        |
| 7   | 日本 | 1992年11月21日 | キティレコード       | CD           | KTCR-1213    |                                                   | [ 26 ] [ 29 ] |
| 8   | 日本 | 1996年10月2日  | キティレコード       | CD           | KTCR-1608    | CD-BOX『安全地帯 メモリアル・コレクション』に収録 | [ 30 ] [ 31 ] |
| 9   | 日本 | 2007年3月7日   | UMJ                  | CD           | UPCY-6334    |                                                   | [ 32 ] [ 33 ] |
| 10  | 日本 | 2010年3月3日   | UMJ                  | SHM-CD       | UPCY-6576    |                                                   | [ 34 ] [ 35 ] |
| 11  | 日本 | 2010年6月23日  | UMJ                  | SHM-CD       | UPCY-9197    | CD-BOX『安全地帯BOX 1982-1993』に収録             | [ 36 ] [ 37 ] |
| 12  | 日本 | 2013年3月1日   | UMJ                  | AAC-LC       | -            | デジタル・ダウンロード                            | [ 38 ]        |
| 13  | 日本 | 2013年3月1日   | UMJ                  | ロスレスFLAC | -            | デジタル・ダウンロード                            | [ 39 ]        |
| 14  | 日本 | 2017年11月22日 | UMJ                  | SHM-CD       | UPCY-9712    | 紙ジャケット仕様                                  | [ 40 ] [ 41 ] |